# When pigs fly
Фраза «when pigs fly» (с англ. — «когда свиньи летают») — англоязычный адинатон, то есть фигура речи, используемая для описания события, которое никогда не произойдет. Фраза известна в различных формах с 1600-х годов в качестве саркастического замечания.

## Значение и употребление
Фраза «when pigs fly» (с англ. — «когда свиньи летают») используется для описания события, которое никогда не произойдёт. Она часто используется для юмористического эффекта как комментарий к излишне амбициозному заявлению. Тема летающей свиньи имеет в английском языке множество вариаций. Когда человек с репутацией неудачника, наконец, чего-то добивается, свидетели саркастически замечают, что видели летающую свинью: «Hey look! A flying pig!» («Смотрите! Летающая свинья!»). Когда кто-то делает исключительно неправдоподобное заявление, его собеседник может добавить в ответ: «And pigs will fly» («И свиньи полетят»).
Одним из примеров использования является фильм «Орёл приземлился»: шпион-ирландец, работающий на нацистов, в ответ на заявление немецкого генерала о скорой победе во Второй мировой войне, говорит: «Свиньи, возможно, летают, генерал, но я в этом сомневаюсь!». Позже, когда ирландец видит, как приземляются немецкие парашютисты, он говорит сам себе: «Матерь божья! Летающие свиньи!».
Идентичная фраза, используемая для выражения невозможности, существует в румынском языке: «Când о zbura porcul». Эквивалентная фраза с упоминанием животного есть в русском языке: «когда рак на горе свистнет», в финском языке: «kun lehmät lentävät» («когда коровы летают», причем здесь для большего эффекта использована аллитерация), во французском языке: «quand les poules auront des dents» («когда у кур будут зубы»). Из латыни известна фраза со схожим значением «до греческих календ». Все они являются примерами адинатонов.
Идиома, по-видимому, происходит от многовековой шотландской поговорки. Оригинальная поговорка была длиннее: «pigs fly with their tails forward» (англ. свиньи летают хвостом вперёд). Однако более известны другие упоминания. Например, фраза есть в «Алисе в Стране чудес» Льюиса Кэрролла, опубликованной в 1865 году:

— Разве мне запрещено думать? — ответила Алиса, пожалуй, резковато. Правда, ее терпение было уже на исходе.
— Нет, душечка, — сказала Герцогиня, — и поросяткам не запрещено летать, а мор…
Оригинальный текст (англ.)`I’ve a right to think,’ said Alice sharply, for she was beginning to feel a little worried.
Just about as much right,’ said the Duchess, `as pigs have to fly; and the m–‘
— Льюис Кэрролл. «Алиса в Стране чудес». Перевод Бориса Заходера
Американский писатель Джон Стейнбек как-то сказал своему учителю, что станет писателем, когда свиньи полетят. Когда он в конце концов начал писать, каждую книгу он сопровождал девизом «Ad astra per alas porci» (с лат. «к звездам на крыльях свиньи»). Также он иногда добавлял изображение крылатой свиньи, названной Pigasus.

## В популярной культуре
- Воплощение поговорки — сюжет одного из «Охотничьих рассказов» Честертона, «Драгоценные дары капитана Пирса».
- Pink Floyd поместили летающую свинью на обложку альбома Animals, в который вошла песня «Pigs on the Wing». В дальнейшем группа использовала летающую свинью как реквизит на своих концертах.
- В эпизоде Lisa the Vegetarian сериала «Симпсоны» Лиза толкает призовую свинью Гомера вниз с холма в реку, в результате свинья взмывает в воздух с водосброса плотины. В это время Монтгомери Бернс говорит Смитерсу, что хотел бы пожертвовать миллионы долларов детскому дому, а затем добавляет «когда свиньи полетят». В этот момент мимо окна пролетает свинья, но Бернс всё равно решает не делиться деньгами.
- В видеоигре Minecraft есть достижение «When Pigs Fly». Для его получения необходимо сесть на свинью с седлом, и при помощи удочки с морковью столкнуть свинью с высоты 5 метров.